# ۲-بروموهگزان
۲-بروموهگزان (به انگلیسی: 2-Bromohexane) با فرمول شیمیایی C۶H۱۳Br یک ترکیب شیمیایی است؛ که جرم مولی آن ۱۶۵٫۰۷۱ g/mol می‌باشد. شکل ظاهری این ترکیب، مایع بی‌رنگ است.